# Ермухан Бекмаханов
Єрмухан Бекмаханов (15 лютого 1915, Баянаульська волость, Павлодарський повіт, Семипалатинська область, Російська імперія — 15 вересня 1966, Алма-Ата) — казахський радянський історик, доктор історичних наук (1948), професор (1949), член-кореспондент АН Казахської РСР (1962).

## Біографія
Народився 15 лютого 1915 року у Баянаульському районі Павлодарського повіту. Походить з роду торе, тридцять другий нащадок Чингис-хана, сьоме нащадок Аблай-хана.. Аблай – Уали хан – Тауке – Жанпейис – Жанбобек – Беген – Бекмахан – Ермухан.
У 1937 році закінчив Воронезький педагогічний інститут.
Науковий співробітник, директор Науково-дослідного інституту педагогіки при Наркомпросі (1937—1945), старший науковий співробітник, заступник директора Інституту історії, археології та етнографії АН КазРСР (1945—1947), завідувач кафедри Казахського державного університету (1996).
5 вересня 1952 року було заарештовано за обвинуваченням у «буржуазному націоналізмі» за роботу «Казахстан у 20-40-ті роки ХІХ ст.». У ній, зокрема, повстання, підняте проти російської влади казахським ханом Кенесари Касимовим, було названо «національно-визвольним рухом казахського народу», а не «феодально-монархічним». За це історики Євген Тарле, Яковлєв, Семен Бушуєв охарактеризували цю роботу як «написану проти росіян, що вихваляє національне повстання проти Росії». У грудні 1952 року Єрмухана Бекмахана було визнано винним і засуджено до 25 років тюремного ув'язнення. Після смерті Сталіна колегам вдалося досягти звільнення Бекмаханова, це сталося в лютому 1954 року. Після звільнення був реабілітований.
Дослідник проблем соціально-економічної та політичної історії Казахстану XIX — початку XX ст., Революційного руху в краї в період першої російської революції.
Автор робіт з етнографії, історії, літератури, правових наук, атеїзму, історії культури та мистецтва казахів, підручників та навчальних посібників з історії Казахстану для середньої школи. Нагороджений орденом Червоної Зірки та медалями.
Помер 15 вересня 1966 р. Алма-Ати похований на Центральному цвинтарі міста.

## Основні наукові роботи
- «История Казахской ССР» Алма-Ата, 1943.

Ця праця була написана у співавторстві з низкою радянських істориків, евакуйованих до Алма-Ати у воєнні роки. Редактором книги був академік АН СРСР А. М. Панкратова. Книга викликала широкий резонанс у наукових колах через 14 розділ, який містив матеріали про рух Кенесари Касимова.
- «Казахстан в 20-40-е годы XIX в.» Москва, 1948.

Після обговорення даної роботи та його засудження в газеті «Правда» було звинувачено в "буржуазному ультранаціоналізмі " та засуджено 4 грудня 1952 р. за ст. 58-10 КК РРФСР. Вирок: 25 років ВТТ. Позбавлений всіх нагород, вчених ступенів та звань. Звільнений 16 лютого 1954 р. завдяки втручанню Г. Панкратової; реабілітовано.
- «Присоединение Казахстана к России.» Алма-Ата, 1957.

Після опублікування цієї роботи захистив та отримав у Москві докторський ступінь. Матеріали: Біобібліографія суспільствознавців Казахстану. — Алма-Ата: Наука, 1986.

## Пам'ять
Єрмухану Бекмаханову присвячений історичний фільм «Аманат» («Заручник»). Прем'єра фільму відбулася 31 травня 2015 року, у День пам'яті жертв політичних репресій, що відзначається у Казахстані 31 травня. У Павлодарі є його погруддя на території Торайгірів Університету, а також його ім'ям названо вулицю.

## Онлайнджерела
- Посольство Казахстану в Росії: У Павлодарі відкрилася міжнародна конференція, присвячена історику Єрмухану Бекмаханову
- Реабілітована історія[недоступне посилання з Май 2018]
- Васильків Я. Ст, Сорокіна М. Ю. Люди та долі. Біобібліографічний словник сходознавців — жертв політичного терору в радянський період